# Roberto Hernández (piłkarz)
Roberto Hernández Ayala (ur. 11 lipca 1967 w La Piedad) – meksykański piłkarz występujący na pozycji obrońcy, trener piłkarski, od 2025 roku prowadzi gwatemalski Comunicaciones.

## Kariera klubowa
Hernández swoją karierę piłkarską rozpoczynał w barwach zespołu Club Santos Laguna z siedzibą w mieście Torreón. W meksykańskiej Primera División zadebiutował za kadencji szkoleniowca José Luisa Estrady, 9 grudnia 1990 w przegranym 0:1 meczu z Pueblą. Po roku spędzonym bez większych sukcesów w Santos Lagunie odszedł do ekipy CF Monterrey, gdzie przez pierwszy rok nie wystąpił w żadnym ligowym meczu, lecz później wywalczył sobie niepodważalne miejsce w wyjściowej jedenastce. Premierowego gola w najwyższej klasie rozgrywkowej strzelił 28 lutego 1993 bezpośrednio z rzutu wolnego w zremisowanej 1:1 konfrontacji z Pachucą. W sezonie 1992/1993 osiągnął z prowadzonym przez trenera Hugo Hernándeza zespołem Monterrey tytuł wicemistrza Meksyku, a w tym samym roku triumfował również w rozgrywkach Pucharu Zdobywców Pucharów CONCACAF.
Latem 1994 Hernández został zawodnikiem Monarcas Morelia, którego barwy reprezentował przez kolejne pięć lat, pełniąc rolę kluczowego zawodnika formacji defensywnej. Mimo pewnego miejsca w wyjściowej jedenastce nie potrafił jednak nawiązać do sukcesów drużynowych, które odnosił ze swoim poprzednim zespołem. Jest uznawany za jednego z najbardziej zasłużonych piłkarzy w historii Morelii. W połowie 1999 roku powrócił do CF Monterrey, gdzie przez pierwszy rok był podstawowym graczem ekipy, lecz później stracił miejsce w pierwszym składzie i został relegowany do roli rezerwowego. W lipcu 2001 po raz kolejny podpisał umowę z Monarcas Morelia, w którego barwach spędził następne dwanaście miesięcy jako rezerwowy i nie zanotował żadnego większego osiągnięcia. Profesjonalną karierę zdecydował się zakończyć w wieku 35 lat.

## Kariera trenerska
Po zakończeniu kariery piłkarskiej Hernández rozpoczął pracę jako szkoleniowiec, znajdując zatrudnienie w klubie klub Monarcas Morelia, w którym spędził większość swojej przygody z piłką. W 2006 roku został w nim asystentem trenera Hugo Hernándeza, a później współpracował jeszcze na tym stanowisku z Marco Antonio Figueroą. Wiosną 2007 prowadził za to drugoligowe rezerwy klubu. Jesienią tego samego roku, po kilkumiesięcznym epizodzie w trzecioligowej drużynie rezerw, objął posadę trenera filii Morelii – zespołu Mérida FC, występującego w drugiej lidze meksykańskiej. Prowadził go bez większych sukcesów przez kolejnych kilka miesięcy, po czym powrócił na stanowisko asystenta trenera Morelii, tym razem,wspólnie z Carlosem Bustosem pracując u boku szkoleniowca Tomása Boya. W tej roli pozostawał przez następne trzy lata, w 2010 roku wygrywając rozgrywki SuperLigi, a w sezonie Clausura 2011 zdobywając tytuł wicemistrza Meksyku.
W lutym 2013 Hernández został szkoleniowcem kolejnej drugoligowej filii Morelii – Neza FC z siedzibą w mieście Nezahualcóyotl, z którą w wiosennym sezonie Clausura 2013 zwyciężył w rozgrywkach Ascenso MX. Wobec porażki w decydującym dwumeczu z La Piedad osiągnięcie to nie zaowocowało jednak awansem do najwyższej klasy rozgrywkowej, a bezpośrednio po tym zespół Nezy został rozwiązany. On sam powrócił do Morelii, gdzie podjął pracę w akademii juniorskiej klubu, a w marcu 2014, po odejściu z klubu Eduardo de la Torre, tymczasowo poprowadził pierwszy zespół w jednym spotkaniu. W lutym 2015 objął natomiast pierwszą drużynę Morelii na stałe, zastępując na stanowisku szkoleniowca zwolnionego Alfredo Tenę. Prowadził ją przez kolejne trzy miesiące; pod jego przewodnictwem ekipa przełamała serię dziewięciu spotkań w lidze bez zwycięstwa, jednak na dłuższą metę nie potrafił odmienić kiepskich wyników, w dziesięciu meczach ponosząc sześć porażek i w maju 2015 został zastąpiony przez Enrique Mezę. Bezpośrednio po tym pozostał jednak w klubie, obejmując stanowisko dyrektora sportowego Morelii.